# Mechnikov (cráter)

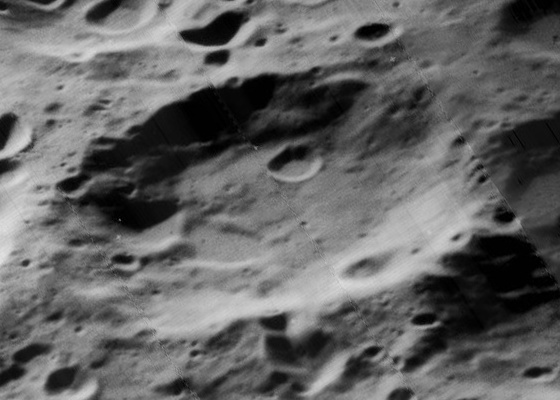
Imagen oblicua de la misión Lunar Orbiter 5

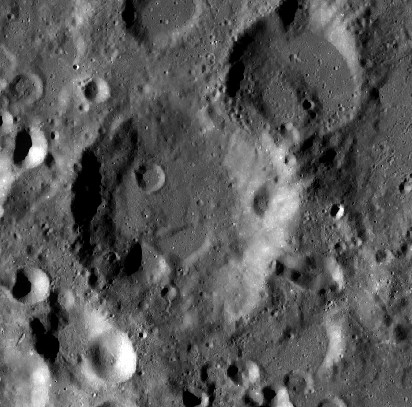
Fotografía de la misión Lunar Reconnaissance Orbiter

Mechnikov es un cráter de impacto perteneciente a la cara oculta de la Luna. Se encuentra justo al noreste de la llanura amurallada del cráter Galois, mucho más grande, estando separado por un tramo de terreno irregular de unos 20-30 km de ancho.
|  |

Se trata de un cráter aproximadamente circular que ha sufrido una moderada cantidad de erosión por impacto, permaneciendo relativamente intacto. Adosados al exterior en el noreste están los cráteres satélite Mechnikov C y Mechnikov D. También aparece un pequeño cráter en la parte occidental del suelo interior de Mechnikov.
El sistema de marcas radiales de un pequeño cráter situado en el borde noreste de Galois atraviesa el interior de Mechnikov en una serie de trazos.

## Cráteres satélite
Por convención estos elementos son identificados en los mapas lunares poniendo la letra en el lado del punto medio del cráter que está más cercano a Mechnikov.
|           | \| Mechnikov \| Coordenadas \| Diámetro \| \| --------- \| -------------------------------- \| -------- \| \| C \| 9°54′S 148°00′O / -9.9, -148.0 \| 35 km \| \| D \| 10°12′S 147°12′O / -10.2, -147.2 \| 53 km \| \| F \| 11°18′S 145°00′O / -11.3, -145.0 \| 30 km \| \| G \| 11°48′S 146°36′O / -11.8, -146.6 \| 17 km \| \| U \| 10°36′S 150°54′O / -10.6, -150.9 \| 30 km \| \| Z \| 9°18′S 149°12′O / -9.3, -149.2 \| 21 km \| |          |
| Mechnikov | Coordenadas | Diámetro |
| C         | 9°54′S 148°00′O / -9.9, -148.0 | 35 km    |
| D         | 10°12′S 147°12′O / -10.2, -147.2 | 53 km    |
| F         | 11°18′S 145°00′O / -11.3, -145.0 | 30 km    |
| G         | 11°48′S 146°36′O / -11.8, -146.6 | 17 km    |
| U         | 10°36′S 150°54′O / -10.6, -150.9 | 30 km    |
| Z         | 9°18′S 149°12′O / -9.3, -149.2 | 21 km    |